# Birger Skoglund
Nils Birger Skoglund, född 24 januari 1944 i Degerfors, Örebro län, är en svensk evangelist, författare, sångare, skribent och programledare.
Birger Skoglund håller väckelsekampanjer, han har hand om spalten "Oss emellan" i veckotidningen Hemmets vän. Han är också programledare för tv-programmet "Ett ord av uppmuntran" på kristna Kanal 10.